# The Angel and the Dark River
The Angel and the Dark River (v překladu Anděl a temná řeka) je třetí studiové album britské death/doomové hudební skupiny My Dying Bride z roku 1995, které vyšlo u britského vydavatelství Peaceville Records.
Album obsahuje šest dlouhých skladeb v pomalém tempu (sedm včetně bonusu na některých edicích). Hudebně je deska určitým přerodem kapely, death metalové prvky vyskytující se na předchozích albech vymizely, zpěvák Aaron Stainthorpe přestal používat growling a svůj vokál drží ve středních polohách. Větší důraz je kladen na housle a klávesy. Lyrika zůstala nezměněná, je nadále plná žalu, zármutku, bolesti, duševního utrpení.
Ke skladbě "The Cry of Mankind" vznikl později videoklip.

## Seznam skladeb
1. "The Cry of Mankind" – 12:13
2. "From Darkest Skies" – 7:48
3. "Black Voyage" – 9:46
4. "A Sea to Suffer In" – 6:31
5. "Two Winters Only" – 9:01
6. "Your Shameful Heaven" – 6:59
7. "The Sexuality of Bereavement" – 8:04 (bonusová skladba na digipaku)

## Sestava
- Aaron Stainthorpe - vokály
- Andrew Craighan - kytara
- Calvin Robertshaw - kytara
- Adrian Jackson - baskytara
- Martin Powell - housle, klávesy
- Rick Miah - bicí